# Prespanská dohoda
Prespanská dohoda (makedonsky Преспански договор, řecky Συμφωνία των Πρεσπών) je mezinárodní dohoda, která byla podepsána ministry zahraničí Makedonie Nikolou Dimitrovem a Řecka Nikem Kociasem dne 17. června 2018. Klade si za cíl ukončit spor o název Makedonie a normalizovat makedonsko-řecké vztahy.

## Podpis
Smlouva byla podepsána dne 17. června 2018 v řecké vesnici Psarades na břehu Prespanského jezera, na severní hranici země. Kromě obou ministrů zúčastněných stran ji podepsal i zástupce Organizace spojených národů, který vývoj v daném sporu sleduje. Dohoda nahradila původní dočasnou smlouvu z New Yorku z roku 1995. Smlouva má představovat trvalé řešení sporu o název Republiky Makedonie a definovat parametry strategické spolupráce mezi Řeckem a Makedonií. Název země Republika Makedonie má být dle smlouvy změněn na Republika Severní Makedonie, zkráceně Severní Makedonie, zůstat však má označení národa Makedonci a jazyk makedonština.

## Ratifikace

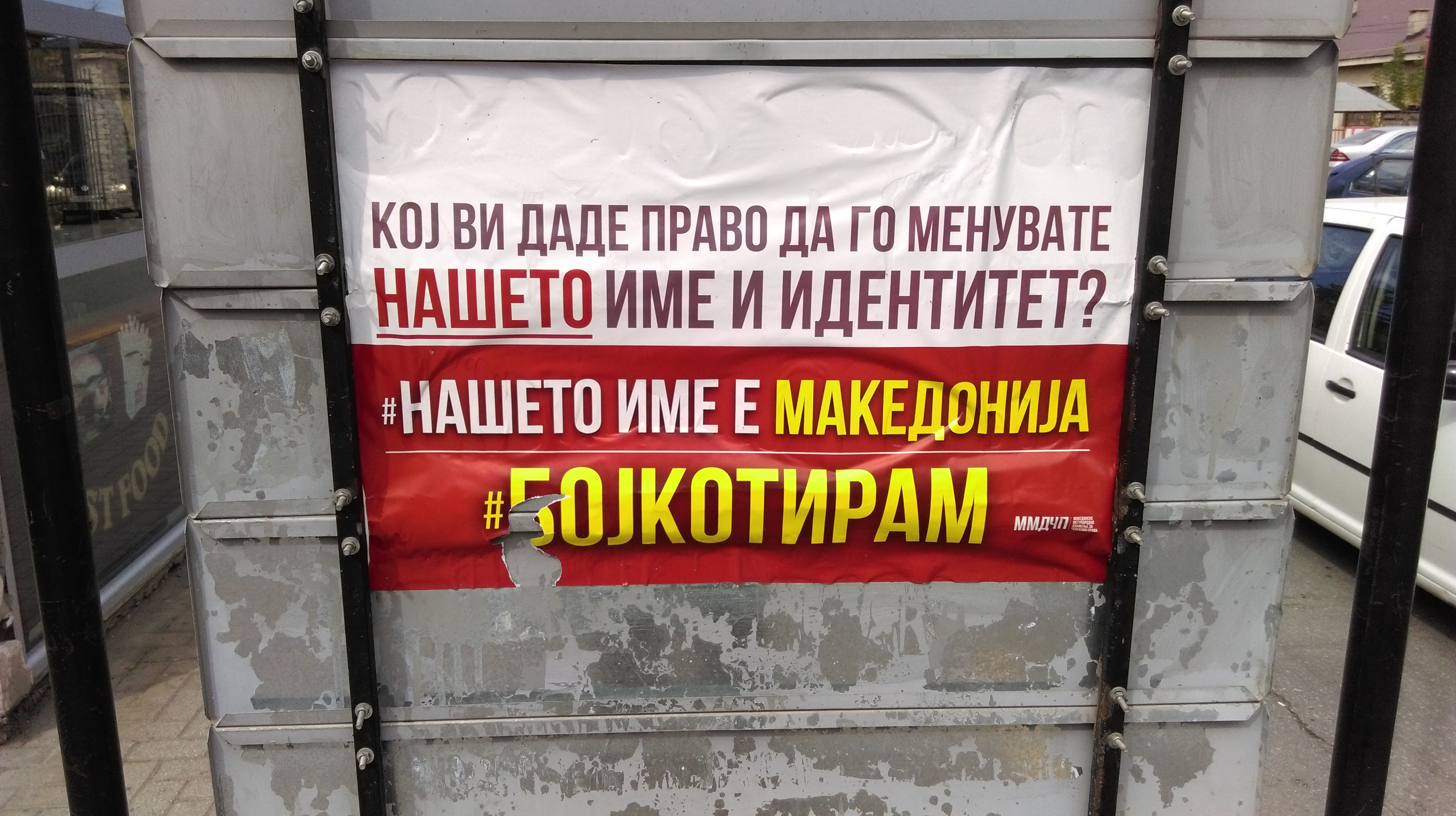
Plakát vyzývající k bojkotu referenda.

Dne 20. června 2018 ratifikoval dohodu makedonský parlament, kde pro něj hlasovalo 69 místních poslanců. Změna názvu státu byla schválena v podobě čtyř ústavních dodatků makedonské ústavy. Opoziční strana VMRO-DPMNE označila schválení dohody za genocidu makedonského státu i národa. Po schválení z makedonské strany se Řecko rozhodlo vzdát svého veta v Evropské unii a dne 27. června 2018 souhlasila Evropská unie se zahájením přístupových rozhovorů[zdroj?] o členství Makedonie v EU. Na přelomu září a října téhož roku bylo uskutečněno nezávazné referendum, ve kterém byla schválena změna názvu státu většinou 91 % hlasujících, účast však činila pouze 37 %. Odpůrci dohody změnu názvu bojkotovali. Vyšší podíl hlasů pro změnu názvu byl na severozápadě země, kde žije albánská menšina. Změna názvu státu byla politicky citlivým tématem, které se neobešlo bez demonstrací v ulicích Skopje a dalších větších měst v zemi.
Dne 25. ledna 2019 schválil dohodu i řecký parlament, přestože v téže době se uskutečnily rozsáhlé protesty v Aténách a Soluni. Rozhodným odpůrcem změny názvu byla strana Zlatý úsvit, která požadovala zatčení premiéra, prezidenta a ministra obrany. Nedlouho po schválení dohody oběma parlamenty byly podepsány ratifikační dohody o přistoupení Severní Makedonie do NATO, které budou následně schvalovány v zákonodárných sborech 29 členských zemí Severoatlantické aliance.
V únoru 2019 byly na první hraniční přechody země s Řeckem umístěny cedule s novým názvem státu, a to ještě předtím, než tento název státu (Severní Makedonie) vešel v platnost.